# Melgar de Fernamental
Melgar de Fernamental é um município da Espanha na província de Burgos, comunidade autónoma de Castela e Leão, de área 109 km² com população de 1889 habitantes (2007) e densidade populacional de 17,95 hab/km².

## Demografia
| Variação demográfica do município entre 1991 e 2004 | Variação demográfica do município entre 1991 e 2004 | Variação demográfica do município entre 1991 e 2004 | Variação demográfica do município entre 1991 e 2004 |
| --------------------------------------------------- | --------------------------------------------------- | --------------------------------------------------- | --------------------------------------------------- |
| 1991                                                | 1996                                                | 2001                                                | 2004                                                |
| 2212                                                | 2057                                                | 1948                                                | 1956                                                |